# Bahía Gouaro
Bahía Gouaro o Baie Gouaro es una bahía en el suroeste de Nueva Caledonia. Se encuentra al noroeste de la bahía Moindou. Las asentamientos de Gouaro y La Roche Percee se encuentran en la bahía y el río Néra desemboca en su lado oriental.